# Rima Réaumur
La Rima Réaumur è una struttura geologica della superficie della Luna.